# Jean Eylenbosch
Jean-François baron Eylenbosch (Etterbeek, 24 januari 1959) is een Belgisch bedrijfsleider, bestuurder en voormalig VLD-politicus.

## Levensloop
Jean Eylenbosch liep school aan het Sint-Pieterscollege in Ukkel. Hij studeerde rechten aan de Facultés universitaires Notre Dame de la Paix in Namen en de Université catholique de Louvain. Hij behaalde bijkomende diploma's aan de Katholieke Universiteit Brussel, de Vlerick Leuven Gent Management School, de Harvard Law School, INSEAD en de Universiteit van Cambridge. Van 1984 tot 1987 was hij advocaat-stagiair, van 1987 tot 2000 was hij advocaat aan de balie te Brussel en van 1989 tot 2000 was hij senior partner bij Goovaerts & Associés. Hij was wetenschappelijk medewerker bij verschillende juridische tijdschriften.
Sinds 2000 werkt hij voor Coca-Cola. Hij bekleedde verschillende managementfuncties bij Coca-Cola Enterprises Belgium en was van 2007 tot 2011 vicevoorzitter van het directiecomité van Coca-Cola Enterprises Benelux. Sinds 2011 is hij vicevoorzitter European Government Relations van Coca-Cola European Partners (voorheen Coca-Cola Enterprises Inc.).
Eylenbosch bekleedt of bekleedde bestuursmandaten bij de American Chamber of Commerce in Belgium, B19 Country Club, kunstencentrum BOZAR, Brasserie St-Feuillien, Fost Plus, La Casa del Habano Brussels, Liège Expo 2017, Special Olympics Belgium en TRW'Organisation.
Verder is of was hij:
- lid (sinds 2003) en voorzitter (sinds 2021) van de raad van toezicht van de Autoriteit voor Financiële Diensten en Markten
- sociaal raadsheer bij het arbeidshof van Brussel (sinds 2009)
- voorzitter van Be Cycling (sinds 2011)
- lid van de Consultatieve Commissie voor het toekennen van adellijke gunsten en voor het verlenen van eretekens van hoge graad (sinds 2014)
- ondervoorzitter (sinds 2020) en voorzitter van de juridische commissie en lid van het strategisch comité (sinds 2015) van het Verbond van Belgische Ondernemingen
- voorzitter van de Conseil Wallon de l'Exportation (sinds 2019)
- voorzitter van Les Festivals de Wallonie (sinds 2019)
- voorzitter van VIWF, de sectorvereniging van de Belgische water- en frisdrankindustrie (2004-2006, 2012-2016)[1][2]
- voorzitter van Fevia, de federatie van de Belgische voedingsindustrie (2015-2018)[3][4]
- lid van de Commissie voor Regionale Ontwikkeling (1997-2000)
- lid van de algemene raad van het Vlaams Economisch Verbond (2003-2008)
- censor van de Nationale Bank (2009-2020)

Van 1994 tot 2000 was hij namens de VLD gemeenteraadslid en OCMW-raadslid van Sint-Pieters-Woluwe. Van 2001 tot 2005 was hij er schepen bevoegd voor persoonsgebonden aangelegenheden van de Vlaamse Gemeenschap, verzekeringen en toezicht op OCMW.

### Onderscheidingen
- 2010 - ereambassadeur van de provincie Luik
- 2014 - opname in de erfelijke adel met de persoonlijke titel van baron